# Aulacorhynchus caeruleogularis cognatus
Pour les articles homonymes, voir Darien.
Sous-espèce
Aulacorhynchus caeruleogularis cognatus est une espèce d'oiseaux de la famille des Ramphastidae.

## Répartition
Cet oiseau est endémique de la zone néotropicale (Colombie et Panamá).

## Taxonomie
Il fut jadis considéré comme une sous-espèce du Toucanet émeraude (Aulacorhynchus prasinus).